# Werner Korte
Werner Körte (21 de octubre de 1853 – 3 de diciembre de 1937) fue un cirujano alemán nacido en Berlín. Fue el hermano de arqueólogo Gustav Körte (1852–1917) y del filólogo Alfred Körte (1866–1946).
Durante la guerra franco-prusiana trabajó como voluntario en un Typhuslazarett en Metz, y en 1875 ganó su doctorado médico en la Universidad de Estrasburgo. De 1877 a 1879 fue asistente de Robert Ferdinand Wilms (1824-1880) en el Hospital Bethanien en Berlín. Cuándo Wilms estuvo incapacitado debido a una enfermedad,  fue jefe interino del hospital. De 1889 a 1924 fue director del Krankenhaus Urban (Hospital Urbano) en Berlín.
Como cirujano, Körte especializó en hígado, vesícula biliar y operaciones pancreáticas. De 1899 hasta  1929 sirvió como el primer secretario de la Sociedad Alemana de Cirugía, siendo elegido su presidente honorario (1930).
La cantante Amalie Joachim murió mientras estaba sometida a una cirugía de vesícula biliar bajo su cuidado el 3 de febrero de 1899. 

## Publicaciones selectas
- Dado Chirurgie der Leber und der Gallenwege, (Cirugía del hígado y vesícula biliar), 1892.
- Beiträge zur Chirurgie der Gallenwege, (Contribuciones a cirugía de vesícula biliar), 1905.
- Handbuch der Praktischen Chirurgie Kapitel zum Peritoneo (Textbook de cirugía práctica del peritoneo).
- Dado Deutsche Klinik soy Eingange des zwanzigsten Jahrhunderts Abschnitt über Mastdarm.